# 존 해밀턴 로버츠
존 해밀턴 햄 로버츠 (1891년 12월 21일 – 1962년)는 캐나다의 포병 장교이자 중령이다. 그는 어퍼캐나다 대학교에서 공부했고 왕립 캐나다 군사학교를 나왔다. 1939년부터 그는 캐나다 왕립기마대를 북부 프랑스에서 지휘했다. 그는 나치 독일과 프랑스 공방전에서 1940년 5월부터 싸웠다. 로버츠는 그의 여단의 야포들을 브르타뉴의 브렛트에서 철수하는 동안 같이 이동시키려고 했다.
1941년부터 제2캐나다 보병사단을 맡게되었다. 로버츠는 1942년 8월 19일 디에프 기습 당시 육상 병력을 책임지고 있었다. 그의 사령부는 HMS 칼페 위에 있었으며 악화된 통신 상태로 인해 그는 그의 부대가 어떻게 이동하고 있는 지 몰랐고, 즉각적인 철수를 위한 상륙 주정의 요청이 있은 후에야 그들의 상황을 파악했다. 로버츠는 그의 예비군 부대의 불필요한 이동과 사상자의 증가로 인해 비판을 받았고, 그는 그의 사령관 직을 6개월 후에 내려 놓았다. 스파르탄 작전 이후, 로버츠는 전투 사령부를 지휘하기에 적합하지 않다는 판단을 내렸고, 그는 영국의 지원 부대 지휘관을 맡았다.